# Cyborg Kurochan
Pour les articles homonymes, voir Cyborg (homonymie).
Cyborg kurochan (サイボーグクロちゃん, Saibōgu Kurochan) est un manga japonais de Naoki Yokouchi. Il a été publié en France chez Pika Édition, la série comportant onze volumes. Une adaptation sous forme de série télévisée animée a également vu le jour.

## Résumé
Cette série raconte l'histoire d'un chat transformé en cyborg par le docteur Go pour conquérir le monde. Mais ce chat, Kurochan (signifiant noir en japonais), n'obéissant qu'à lui-même, refuse et repart vivre chez ses maîtres. Go tentera au début de l'utiliser malgré tout mais cette opération sera sans succès.
Au fil des tomes, de nouveaux personnages rejoignent Kurochan, dont Mikun, Megumi et bien d'autres.

## Titres alternatifs
- サイボーグクロちゃん (japonais)
- El Gato Cibernético (espagnol)
- Roba da Gatti! (italien)
- القط الأسود (arabe)